# Saint-André-les-Alpes

Saint-André-les-Alpes este o comună în departamentul Alpes-de-Haute-Provence din sud-estul Franței. În 1 ianuarie 2022 avea o populație de 1.030 de locuitori.